# نصف‌النهار ۱۱۴ درجه غربی
نصف‌النهار ۱۱۴ درجه غربی ۱۱۴مین نصف‌النهار غربی از گرینویچ است که از لحاظ زمانی 7ساعت و 36دقیقه با گرینویچ اختلاف زمانی دارد.
این نصف‌النهار از قطب شمال شروع و از مناطق زیر گذشته و به قطب جنوب ختم می‌شود.
- کانادا
- ایالات متحده آمریکا
- اقیانوس آرام